# 小行星4317
小行星4317（4317 Garibaldi）是一颗绕太阳运转的小行星，为主小行星带小行星。该小行星于1980年2月发现。

## 轨道参数
小行星4317的轨道半长轴为3.9864879 UA，离心率为0.16。